# 沈汾
沈汾（?—?），一作沈玢，唐朝末年至五代南唐楊吳人。
南唐溧水縣令兼监察御史。娶南康公主成為駙馬，有感于神仙之事国史不书，于是搜集唐五代神仙故事，著有《續仙傳》（或称《续神仙传》）三卷。续葛洪的《神仙传》。上卷载飞升者十六人，以张志和为首；中卷载隐化者十二人，以孙思邈为首；下卷载隐化者八人。吳淑的《江淮異人錄》載有他的故事。